# Chaitophorus eugeniae
Chaitophorus eugeniae är en insektsart. Chaitophorus eugeniae ingår i släktet Chaitophorus och familjen långrörsbladlöss. Inga underarter finns listade i Catalogue of Life.